# Show Hall (Santander)
El Show Hall es una programación cultural que, desde 2004, se desarrolla en la Estación Marítima de Santander entre los meses de febrero y diciembre. Entre las propuestas destacadas de esta programación reseñar las actuaciones de artistas cántabros y las performances teatrales o humorísticas. 
En la programación del Show Hall tienen cabida todos los estilos musicales. Desde el pop, el jazz o el blues hasta las propuestas más transgresoras de DJ´s o bluegrass. En definitiva el Show Hall trata de sorprender con una mezcla de cultura y diversión nueva cada día y con un carácter de lo más vanguardista.
Los espectáculos se desarrollan en el hall de la Estación Marítima de Santander, que cuenta con un aforo cercano a las 200 personas.

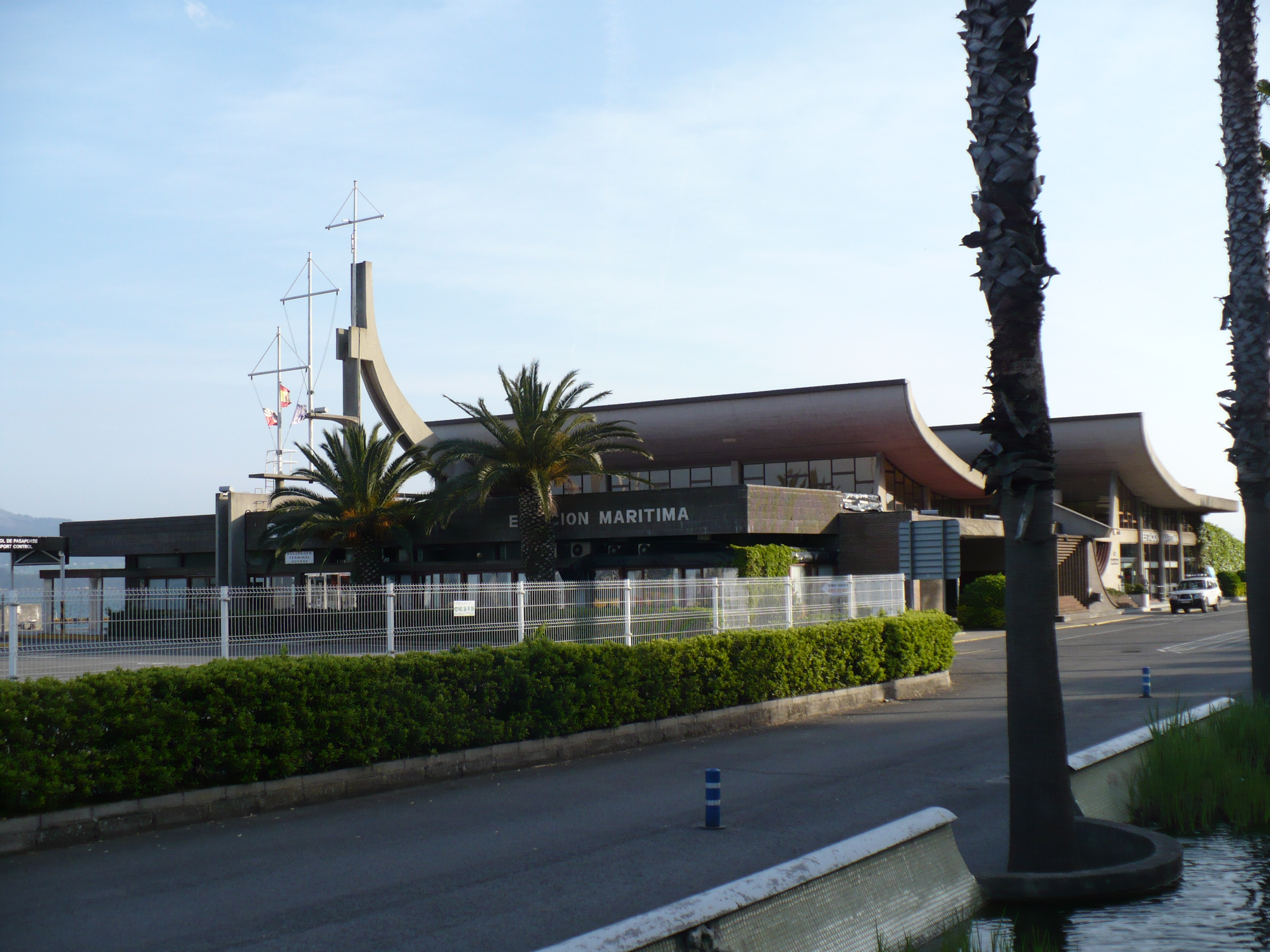
Estación Marítima de Santander